# Nucourt
Nucourt egy község Franciaországban. Lakosainak száma 719 fő (2022. január 1.).

## Földrajza
Nucourt Hadancourt-le-Haut-Clocher, Bouconvillers, Lierville, Serans, Le Bellay-en-Vexin, Chars, Cléry-en-Vexin és Magny-en-Vexin községekkel határos.